# Discografia di Hailee Steinfeld
La discografia di Hailee Steinfeld, cantante statunitense, comprende 2 EP, 18 singoli e 3 video musicali.

## Extended play
| Anno | Titolo e dettagli                                                                                | Posizione massima | Posizione massima |
| Anno | Titolo e dettagli                                                                                | US                | CAN               |
| ---- | ------------------------------------------------------------------------------------------------ | ----------------- | ----------------- |
| 2015 | Haiz - Pubblicato: 13 novembre 2015 - Formati: CD, Digital download - Etichetta: Republic        | 57                | 38                |
| 2020 | Half Written Story - Pubblicato: 8 maggio 2020 - Formati: Digital download - Etichetta: Republic | —                 | —                 |

## Singoli

### Come artista principale
| Anno                                                                                          | Titolo                                                   | Posizione massima | Posizione massima | Posizione massima | Posizione massima | Posizione massima | Posizione massima | Posizione massima | Posizione massima | Posizione massima | Album              |
| Anno                                                                                          | Titolo                                                   | US                | AUS               | CAN               | DEN               | ITA               | NOR               | NZ                | SWE               | UK                | Album              |
| --------------------------------------------------------------------------------------------- | -------------------------------------------------------- | ----------------- | ----------------- | ----------------- | ----------------- | ----------------- | ----------------- | ----------------- | ----------------- | ----------------- | ------------------ |
| 2015                                                                                          | Love Myself                                              | 30                | 92                | 15                | 36                | 50                | 20                | 19                | 35                | 180               | Haiz               |
| 2016                                                                                          | Rock Bottom (feat. DNCE)                                 | 103               | 39                | 61                | —                 | —                 | —                 | —                 | —                 | —                 | Haiz               |
| 2016                                                                                          | Starving (con Grey feat. Zedd)                           | 12                | 5                 | 9                 | 8                 | 39                | 11                | 5                 | 15                | 5                 | Haiz               |
| 2017                                                                                          | Most Girls                                               | 58                | 18                | 42                | —                 | —                 | —                 | 38                | —                 | 34                | N.D.               |
| 2017                                                                                          | Let Me Go (con Alesso feat. Florida Georgia Line e Watt) | 40                | 12                | 18                | —                 | 69                | 40                | 14                | 35                | 30                | N.D.               |
| 2018                                                                                          | Capital Letters (con BloodPop)                           | 112               | 32                | 69                | 34                | —                 | 17                | —                 | 42                | 39                | Fifty Shades Freed |
| 2018                                                                                          | Back to Life                                             | —                 | —                 | —                 | —                 | —                 | —                 | —                 | —                 | —                 | Bumblebee          |
| 2019                                                                                          | Afterlife                                                | —                 | —                 | —                 | —                 | —                 | —                 | —                 | —                 | —                 | Dickinson          |
| 2020                                                                                          | Wrong Direction                                          | —                 | —                 | —                 | —                 | —                 | —                 | —                 | —                 | —                 | Half Written Story |
| 2020                                                                                          | I Love You's                                             | —                 | —                 | —                 | —                 | —                 | —                 | —                 | —                 | —                 | Half Written Story |
| 2022                                                                                          | Coast                                                    | —                 | —                 | —                 | —                 | —                 | —                 | —                 | —                 | —                 | N.D.               |
| 2023                                                                                          | SunKissing                                               | —                 | —                 | —                 | —                 | —                 | —                 | —                 | —                 | —                 | N.D.               |
| 2025                                                                                          | Dangerous                                                | —                 | —                 | —                 | —                 | —                 | —                 | —                 | —                 | —                 | I Peccatori        |
| "—" indica che l'opera non si è classificata o che non è stata pubblicata in quel territorio. |                                                          |                   |                   |                   |                   |                   |                   |                   |                   |                   |                    |

### Come artista ospite
| Anno                                                                                          | Titolo                                                     | Posizione massima | Posizione massima | Posizione massima | Posizione massima | Posizione massima | Album        |
| Anno                                                                                          | Titolo                                                     | US                | AUS               | CAN               | NZ                | UK                | Album        |
| --------------------------------------------------------------------------------------------- | ---------------------------------------------------------- | ----------------- | ----------------- | ----------------- | ----------------- | ----------------- | ------------ |
| 2015                                                                                          | How I Want Ya (Hudson Thames feat. Hailee Steinfeld)       | —                 | —                 | —                 | —                 | —                 | Lip Tricks   |
| 2016                                                                                          | Fragile (Prince Fox feat. Hailee Steinfeld)                | —                 | —                 | —                 | —                 | —                 | Haiz         |
| 2017                                                                                          | Digital Love (Digital Farm Animals feat. Hailee Steinfeld) | —                 | —                 | —                 | —                 | —                 | N.D.         |
| 2017                                                                                          | Show You Love (Kato e Sigala feat. Hailee Steinfeld)       | —                 | —                 | —                 | —                 | 91                | N.D.         |
| 2017                                                                                          | At My Best (Machine Gun Kelly feat. Hailee Steinfeld)      | 60                | 87                | 66                | —                 | —                 | Bloom        |
| 2018                                                                                          | Colour (MNEK feat. Hailee Steinfeld)                       | —                 | —                 | —                 | —                 | 92                | Language     |
| 2019                                                                                          | Woke Up Late (Drax Project feat. Hailee Steinfeld)         | —                 | 18                | —                 | 35                | —                 | Drax Project |
| 2020                                                                                          | Times like These (come parte di Live Lounge Allstars)      | —                 | —                 | —                 | —                 | 1                 | N.D.         |
| 2020                                                                                          | Masterpiece (Chen Linong feat. Hailee Steinfeld)           | —                 | —                 | —                 | —                 | —                 |              |
| "—" indica che l'opera non si è classificata o che non è stata pubblicata in quel territorio. |                                                            |                   |                   |                   |                   |                   |              |

### Singoli promozionali
| Anno | Titolo                        | Album          |
| ---- | ----------------------------- | -------------- |
| 2015 | You're Such A                 | Haiz           |
| 2016 | Santa Claus Is Coming to Town | N.D.           |
| 2017 | Plot Twist (Remix)            | Gossip Columns |